# Samuel Sevian
Samuel Sevian, né le 26 décembre 2000 à Corning dans l'État de New York, est un joueur d'échecs américain. Il est le plus jeune américain à avoir obtenu le titre de grand maître international en 2014, avant ses quatorze ans.

## Biographie et carrière
Avant d'obtenir le titre de grand maître international, Samuel Sevian avait été le plus jeune joueur d'échecs à atteindre un classement de niveau d'experts de la fédération américaine des échecs (2 001 points USCF). Il a obtenu ce classement en février 2009, à 8 ans, 2 mois.
En janvier 2015, il finit sixième du Tournoi de Wijk aan Zee dans la section Challengers avec 7,5 points sur 13.
Au 1er avril 2015 Samuel Sevian est le 18e joueur américain et le 441e joueur mondial avec un classement Elo de 2 548.
Il remporte le championnat continental américain au départage en 2017 avec 9 points sur 11. Ce résultat le qualifie pour la Coupe du monde d'échecs 2017 à Tbilissi où il bat l'Allemand Nisipeanu au premier tour, puis est battu au deuxième tour par le Chinois Li chao.
Samuel Sevian finit cinquième du championnat des États-Unis d'échecs en 2019 et se qualifie pour la Coupe du monde d'échecs 2019 à Khanty-Mansiïsk où il bat Aryan Tari au premier tour puis perd face à Sergueï Kariakine au deuxième tour.
Lors de la Coupe du monde d'échecs 2021, il bat l'Américain Sumant Subramaniam au premier tour, puis il bat le Néerlandais Benjamin Bok au deuxième tour et perd au troisième tour face au Polonais Jan-Krzysztof Duda.